# Earl of Durham

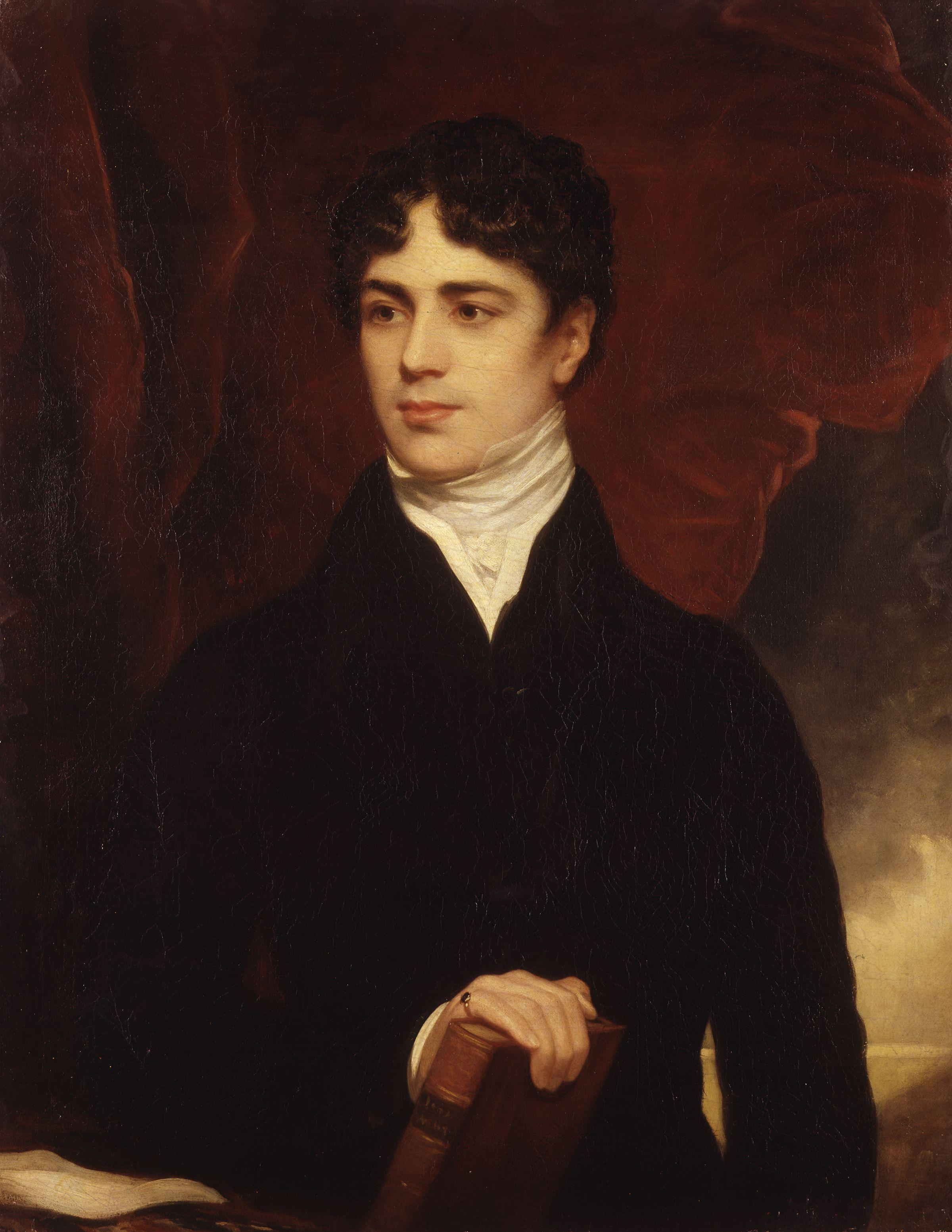
John George Lambton, 1. Earl of Lambton

Wappen der Earls of Durham

Earl of Durham ist ein erblicher britischer Adelstitel in der Peerage of the United Kingdom.
Familiensitz der Earls ist Biddick Hall auf dem Anwesen Lambton Park bei Chester-le-Street im County Durham.

## Verleihung und Geschichte des Titels
Der Titel wurde am 23. März 1833 an den britischen Staatsmann der Whig-Partei John George Lambton, 1. Baron Durham, verliehen. Dieser wurde 1838 Generalgouverneur von Britisch-Nordamerika. Zusammen mit der Earlswürde wurde ihm der nachgeordnete Titel eines Viscount Lambton verliehen, der vom Heir Apparent als Höflichkeitstitel geführt wird. Bereits am 29. Januar 1828 war dem ersten Earl der fortan ebenfalls nachgeordnete Titel Baron Durham, of the City of Durham and of Lambton Castle in the County Palatine of Durham, verliehen worden. Alle drei Titel gehören zur Peerage of the United Kingdom.
Nachdem der 6. Earl of Durham seinen Titel am 24. Februar 1970 ablegte, um weiter Mitglied des House of Commons und parlamentarischer Unterstaatssekretär im Verteidigungsministerium zu bleiben, ruhte der Titel bis 2006. Während dieses Zeitraums benutzte der spätere 7. Earl, den Höflichkeitstitel Lord Durham.

## Earls of Durham (1833)
- John Lambton, 1. Earl of Durham (1792–1840)
- George Lambton, 2. Earl of Durham (1828–1879)
- John Lambton, 3. Earl of Durham (1855–1928)
- Frederick Lambton, 4. Earl of Durham (1855–1929)
- John Frederick Lambton, 5. Earl of Durham (1884–1970)
- Antony Lambton, 6. Earl of Durham (1922–2006), (Titelverzicht 1970)
- Edward Lambton, 7. Earl of Durham (* 1961)

Titelerbe (Heir Apparent) ist der Sohn des derzeitigen Earls, Frederick Lambton, Viscount Lambton (* 1985).